# InfraRecorder
InfraRecorder è un software di masterizzazione open source, disponibile in oltre 35 lingue, dotato di una semplice interfaccia grafica, integrata anche nell'Esplora Risorse di Windows se si sceglie l'opzione. Per ogni progetto si può impostare ogni dettaglio tra le opzioni supportate da InfraRecorder.

## Caratteristiche
Alcune delle funzioni incluse sono:
- supporto per la creazione di CD e DVD audio;
- supporto per la creazione di CD e DVD dati;
- supporto per la creazione di CD e DVD misti (audio e dati);
- supporto per masterizzare CD-R, CD-RW, DVD-R, DVD+R, DVD-RW e DVD+RW;
- supporto per dischi multi-sessione;
- cancellazione dischi riscrivibili utilizzando quattro diversi metodi;
- creazione immagini ISO e BIN / CUE;
- salvataggio (e codifica) di tracce audio e dati su file (.wav, .wma, .ogg, .mp3 e .iso);
- creazione di copie di backup, sia al-volo che usando un'immagine temporanea su disco.